# Sanjōnishi Sanetaka

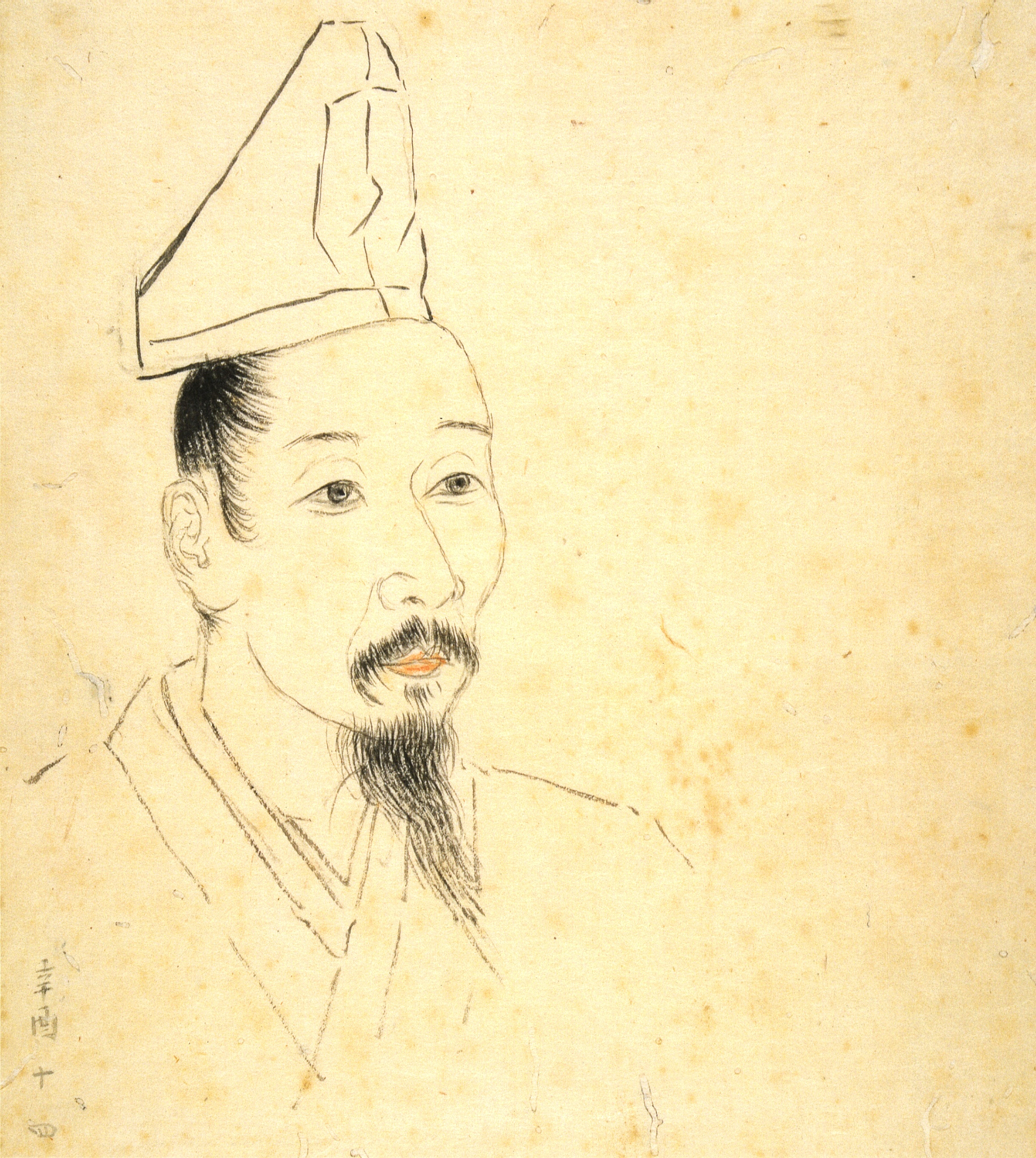
Sanjōnishi Sanetaka

Sanjōnishi Sanetaka (japanisch 三条西 実隆; geboren 11. Mai 1455; gestorben 5. November 1537) war ein hochgebildeter japanischer Hofadeliger und Dichter.

## Leben und Wirken
Sanjōnishi Sanetaka war der zweite Sohn des Innenministers (Naidaijin) Sanjōnishi Kin’yasu (三条西 公保; 1397–1460). Als Dreizehnjähriger erlebte er den Ōnin-Krieg. Später diente er vier Kaisern, Go-Hanazono, Go-Tsuchimikado, Go-Kashiwabara und Go-Nara, wobei insbesondere Go-Kashiwabara ihm zugetan war.  Er wurde im Jahr 1506 Innenminister, gab das Amt aber schon nach einem Jahr wieder auf. Sein Ruhm beruht darauf, dass er die höchsten kulturellen Standards bewahrte und weiter gab, in einer Zeit, die durch Krieg und rohe Gewalt gekennzeichnet war. 
Sanetaka studierte unter Sōgi, den er dann bei der Herausgabe der Renga-Sammlung „Shinsen Tsukubashū“ (新鮮菟玖波集) unterstützte. Er wurde von Sōgi eingeführt in die geheimen Kommentare „Kokin denju“ (古今伝受) zur Gedichtsammlung Kokinshū. Sanetaka war selbst ein Waka- und Renga-Dichter und der Autor von mindestens einem Nō-Drama, nämlich „Sagoromo“. Er war eine Autorität, was klassische japanische Literatur anbetraf, vor allem bezüglich des Genji Monogatari. Er studierte die chinesische Geschichte, war ein Experte der Etikette und zeremoniellen Angelegenheiten (有職故実, Yūsoku kojitsu). Er war ein angesehener Kalligraph und ein Meister im Shōgi-Spiel. Zeitweise stand Sanetaka mit Hosokawa Takakuni in Verbindung.
Zu Sanetakas Schriften gehören „Eiga taigashō“ (詠歌大概抄), „Genji monogatari “ (源氏物語細流抄), das Buch zur Etikette (装束抄), die Liedersammlungen „Setsugyoku-shū“ (雪玉集) und „Chōsetsu-shū“ (聴雪集), das Liedertagebuch „Saishōsō“、(再昌草). Sein Tagebuch, „Sanetaka kōki“ (実隆公記), das die Jahre 1474 bis 1523 umfasst, ist eine unentbehrliche Quelle für die Geschichte seiner Zeit. Die Publikation seiner Schriften wurden von dem Großhändler Takeno Jōō (武野 紹鴎) unterstützt, eine große Hilfe, da das Haus Sanjōnishi zu der Zeit verarmt war.